# توران‌فارس
توران فارس، روستایی است از توابع بخش مرکزی شهرستان رامیان در استان گلستان ایران.

## جمعیت
این روستا در دهستان دلند قرار دارد و براساس سرشماری مرکز آمار ایران در سال ۱۳۹۵، جمعیت آن ۲۵۸۱ نفر (۸۷۲ خانوار) بوده‌است.فارسها جمعیت روستا را تشکیل میدهند

## توران از آغاز
به نقل از بزرگان محلی و اقتباس از کتاب‌های متعدد و معتبر در قرن هفتم هجری قمری در، درگیری‌های قومی و محلی، قومی به نام طاطار به جهت نزدیک شدن به کوهپایه‌ها و رشته کوههای البرز خصوصاً دامنه‌های قلعه موران (میران) به سمت شمال به لحاظ داشتن آب و هوای معتدل و پوشش جنگلی، حملات متعددی را انجام داده تا اینکه حاکمان وقت منطقه به ستوه آمده و چون توانایی رویارویی و جنگیدن با قوم طاطار را نداشته و ضعف دولت مرکزی باعث شد تا مردم منطقه و حاکمان شکست خورده از طاطارها دست کمک به دیگر ولایات خصوصاً ولایت‌های فارس و اصفهان دراز کرده و تقاضای کمک نمایند حاکم فارس به نام سردار بزرگ یا سردار عظیم خان شیرازی لشکری را به فرماندهی دخترش به نام ملکه توران خانم به سرزمین‌های استر آباد و الیدر آباد و جرجان زمین فرستاد که با رسیدن لشکر قوم طاطار از منطقه متواری می‌شود، لشکر ملکه توران خانم قوم طاطار را تا حوالی رود خانه اترک دنبال کرده و چون فصل سرما و زمستان نزدیک بود لشکر توران خانم اقدام به عقب نشینی می‌نماید و از گرگان رود هم عبور کرده و در نزدیکی دامنه‌های قلعه موران در حاشیه جنگل در چند نقطه نزدیک به هم ساکن شدند بعلت طولانی شدن سکونت لشکر توران خانم در میان لشکر تنش به وجود آمده و چون لشکر از دو قوم ترک زبان و فارس زبان تشکیل شده بود میان آنان نزاع و درگیری بوجو آمد که این درگیری به مقرر فرماندهی کشیده و موجب کشته شدن ملکه توران خانم شد. تعداد فارس زبانان بیشتر از ترک زبانان بود و ترک‌ها که خود را شکست خورده می‌دیدند از منطقه به سمت شرق کوه‌های قلعه موران متواری و فارس زبان‌ها در همین منطقه ساکن شدند که بعدها اقدام به درست کردن تپه‌های بزرگ خاکی نمودند و در اطراف همین تپه‌ها تشکیل آبادی دادند که یکی از این آبادی‌ها توران (توران فارس) نام گرفت، که توران چندین با توسط خوانین منطقه تخریب و مجدداً توسط بازماندگان بازسازی گردیده و از آبادی توران در کتاب‌های معتبری چون سفرنامه دهخدا و علویان در گذر تاریخ از طبرستان تا جرجان و کتاب‌های متعدد دیگری نام برده شده‌است. روستای توران فارس واقع در دشت گرگان در سرحد منطقه روستاهای فارس‌نشین واقع شده‌است از تاریخچه و نیز دلایل شکل‌گیری و پیداش آن بنا بر نقل‌های ریش سفیدان محلی مکان اولیهٔ روستا در محلی بین توران ترک و توران فارس بنام توران واقع و دارای حومه‌ای جنگلی بوده که بنا به اختلافات قومی به دو روستای مزبور تقسیم شده‌است بنابراین همین اقوال (جمع نقل‌ها) توران فارس در طول حیات خود که ۴ بار ویران گردیده است، گویا یک نوبت از ویرانی‌ها مربوط به درگیری و نزاع بین ارباب‌های ناحیه بوده که سبب از بین رفتن روستاهای زیادی من‌جمله توران فارس گشته است. در دیگر موارد روستاییان ویرانی‌ها را به ترکمنهای مهاجم نسبت می‌دهند تنها پس از به حکومت رسیدن رضاخان و ایجاد سلسله ی.... یا خلع سلاح ترکمانان (ترکمن‌ها) و قلع و قمع آن‌ها امنیت در منطقه بر قرار گردیده است. اهالی روستا از تیرهٔ فندرسکی‌ها هستند که احتمالاً ریشه شیرازی دارند در سفرنامهٔ "ه ل رابینو" موسوم به "از مازندران تا استرآباد" از روستای توران به عنوان یکی از آبادی‌های تابعهٔ رامیان نامی برده شده، رامیان خود نیز از دهات فندرسک و جزء شهرستان استرآباد بوده‌است. در سفرنامهٔ ایران و روسیه تألیف عزالدوله – ملکونوف ناحیهٔ استرآباد را شامل ۶ بلوک دانسته‌اند و فندرسک یکی از این بلوکات محسوب می‌گردد. اما در شرحی که بر دهات این بلوک آمده در حالی که اشاره به رامیان، خان ببین و نامتلو شده نشانی از توران نیامده است در این سفرنامه که در سال ۱۸۸۳ میلادی در ۱۰۴ سال قبل نگاشته شده به شرح طایفه‌ای ساکن در منطقه پرداخته شده‌است.

## ورزش توران فارس
ورزش در روستای توران فارس از پیشینهٔ زیادی برخوردار است بطوری‌که بزرگان روستا در زمان قدیم ورزش می‌کردند اما نه به این گونه که فعالیت متداول است در قدیم ورزش در روستا به صورت سنتی (کشتی پهلوانی، مچ انداختن، سوار کاری، تیر اندازی، کلاه بگیر و بِگروز، چلیک بازی،) مرسوم بود یعنی بازیهای محلی رواج داشت که این بازی‌ها فقط در مناسبت‌های خاصی از جمله مراسم عروسی و عید نوروز برگزار می‌شد و این کم‌کم جوانان روستا را بر این داشت که به داشته‌های ورزشی دیگه که تازه رواج پیدا کرده بود روی آورند از جمله فعالیت‌هایی که در روستا متداول شد «فوتبال، والیبال، کشتی، تنیس روی میز، دو و میدانی و ....» که در تمامی این رشته‌ها رشد چشمگیری داشتنددر این بین یکی از رشته‌هایی که بسیار رواج پیدا کرد فوتبال بود که جای خود را در بین جوانان زود باز کرد. داستان شروع فوتبال از این قرار بود که در بین سال‌های ۱۳۴۹ و ۱۳۵۰ وارد روستا شد که علاقه جوانان به ورزش بخـصوص فوتبال بیشتر بود آقای قربانعلی زاهدی معلم روستا وقتی استعدادهای جوانان روستا را در این رشته دید تصمیم گرفت به کمک خود و جوانان تیمی را تشکیل دهد که می‌توان آن را به عنوان اولین تیم فوتبال روستا نامید اولین هیئت ورزشی، دفتر  مشترک کانون ورزشی را در روستا افتتاح کردند که به ریاست مرحوم کربلایی علیرضا غفاری (اولین معلم توران فارس و معلم نمونه در سطح استان) صورت گرفت. کار این دفتر این بود تیم فوتبال را از لحاظ مالی تأمین می‌کرد. این رشته ورزشی با امکانات خیلی کم به‌طور چشمگیری در منطقه رشد پیدا کرد بطوری یکی از قطب‌های فوتبال منطقه به حساب می‌آمد تا جائی که در ۱۳۶۳ قهرمان باشگاه‌های منطقه شد و به مسابقات زیرگروه استان مازندران راه پیدا کرد که بازی‌های خوبی را از خود نشان داد.
در بین سال‌های ۱۳۶۰ و ۱۳۶۱ بود که مکان زمین فوتبال برای احداث مدرسه در نظر گرفته شد همین امر جوانان را واداشت که به فکر زمین جدید همین زمین فوتبال فعلی باشند. با تلاش و پیگیری‌های خود جوانان زمین جدید را که متعلق به منابع طبیعی بود و به زحمت مجوز احداث آن را از این اداره گرفتند زمین فوتبال را احداث کردند. تیم شهرداری یکی از قویترین تیم‌های دوره ۷۰ بود که متأسفانه این تیم بعد از دورانی مقتدرانه منحل می‌شود. البته تیم‌ها و  افرادی بودند که تحمل این رو نداشتن ببینند یک تیم از توران فارس با مربی توران فارسی بیاد و همه تیم‌ها رو شکست بده این تیم‌ها راه حلی در پیش گرفتند و هدفشان متلاشی کردن بود که موقف شدند. اگه امکانات مناسب وجود داشت غیرممکن بود این تیم متلاشی شود. این رشته به قدری در منطقه رشد کرد که تیم‌های منطقه برای مسابقات استانی و مهم خود از ورزشکاران این روستای بزرگ کمک می‌گرفتند نسل اول فوتبال کم‌کم جای خود را به نسل دو دادند که نسل بعدی هم رشد زیادی داشتند بطوری‌که روستا دارای ۴ تیم فوتبال بود با نام‌های وحدت، امید، جوانان، ایثار که مسابقات باشگاهی  برگزار می‌گردید و قهرمان به مسابقات منطقه راه پیدا می‌کرد البته به صورت منتخب بعد از گذشت چند سال این تیم زیر نظر اداره بهزیستی گنبد فعالیت خود را آغاز نمود که سال‌ها با نام بهزیستی در مسابقات شرکت می‌کرد. تیم بهزیستی بعلت مشکلاتی که در منطقه رامیان وجود داشت در مسابقات باشگاهی آزادشهر شرکت نمود که در همین سال اول یعنی سال  ۱۳۶۷ به قهرمانی رسید و به مسابقات زیرگروه استان که در شهرستان گنبد برگزار گردید راه یافت در این مسابقات  بسیار خوش درخشید بطوری‌که تیم‌های بزرگی از جمله پاس گرگان و کشاورز  گنبد در  مقابلش تسلیم شدند البته نا گفته نماند در همین زمان نوجوانان روستا بیکار ننشسته و تیمی را به نام تیم میلاد تشکیل دادند. این تیم زمینه‌ای بود برای رشد و شکوفائی فوتبال روستا و جای گزینی نسل دو فوتبال روستا، بعد از چند سال تیم‌های دیگری در روستا تشکیل شد که دوباره مسابقات باشگاهی در روستا فعالیت خود را شروع کردند از جمله این تیم‌ها تیم کشاورز، تیم امید، خانه ترویج و تیم شورای و دهیاری توران به همراه تیم بهزیستی در همین زمان بود که تیم فوتبال بهزیستی در مسابقات بهزیستی‌های استان که در بهشهر برگزار شد شرکت نمود که مقامی کسب نکرد بعد از گذشت سال‌ها اداره بهزیستی فعالیت خود را در رشته فوتبال به پایان رساند و همین امر باعث گردید نسل سومی روی کار بیاید و فعالیت خود را زیر نظر شورای اسلامی و خانه ترویج شورع کنند این دو تیم در مسابقات مختلفی شرکت نمودند که فعالیت تیم شورا یا دهیاری با توجه به جوان بودن تیم بیشتر بود بطوری‌که سال‌ها در مسابقات رده‌های سنی مختلف استان از جمله نوجوانان، جوانان و امید استان شرکت می‌کردند با توجه به پایان رفتن فعالیت‌های ورزشی خانه ترویج تنها تیمی که فعالیت خود را ادامه می‌داد تیم دهیاری بود که تا کنون نیز فعال است و در مسابقات مختلفی از جمله دهیاری‌های استان نیز شرکت می‌کند این تیم در سال ۱۳۸۸ در رشته فوتبال جام دهیاری استان مقام نخست را کسب کرد. در رشته فوتسال قهرمان استان شد و به مسابقات فوتسال دهیاری‌های کشور راه پیدا کرد و در این مسابقات که در<نیشابور برگزار گردید مقام نخست منطقه ۵ کشور را بدست آورد و در دور پایانی که در یزد برگزار گردید به مقامی دست نیافت. تیم فوتبال دهیاری نیز در سال ۱۳۸۹ در مسابقات روستائی و عشایری استان که به میزبانی توران فارس برگزار گردید مقام نخست را کسب نمود و به مسابقات کشوری که در سال آینده برگزار می‌گردد راه یافت و همچنین امتیاز در لیگ دسته دومی استان را هم به تیم دهیاری توران تقدیم کردند.
در سال‌های اخیر نیز با همت مسئولین و خود جوانان چهار دوره جام ماه مبارک رمضان در توران فارس برگزار گردید که تیم‌های مختلفی از روستاهای منطقه شرکت می‌کنند که طی این چهار دوره توران فارس با شایستگی تمام مقام نخست را کسب کرده